# Zond–2
Zond–2 (oroszul: Зонд–2) szovjet űrszonda, melyet a Zond-program keretében indítottak a Mars tanulmányozására.

## Küldetés
3MV típusú űrszonda, melyet az OKB–1 tervezőiroda készített. Feladata a Mars felé repülő űrszondákkal kapcsolatos problémák tisztázása, a kozmikus tér kutatása, a Mars elérése és vizsgálata volt.

## Jellemzői
1964. november 30-án a Bajkonuri űrrepülőtérrről egy Molnyija–M (GRAU-kódja: 8K78M) hordozórakétával indították Föld körüli parkolópályára. Az orbitális egység alappályája 88,16 perces, 64,72 fokos hajlásszögű, elliptikus pálya-perigeuma 153 kilométer, apogeuma 219 kilométer volt. December 1-jén a második kozmikus sebességet elérve indult a Mars felé.
Három tengellyel stabilizált űrszonda. Méretei, szerkezete a Zond–1 űrszondához hasonló. Belsejében állandó nyomás 113,3 kPa és 20-30 °C hőmérséklet-tartomány volt. Az orbiter modul hossza 2,7 méter, itt volt elhelyezve az irányítás és az orientációs rendszer, a tápegységek, a hőszabályozó, valamint a tudományos műszerek egy része. A Mars közeli kutatások műszereit egy 0,6 méter hosszú egységbe helyezték el. Energiaellátását akkumulátorok és napelemek összehangolt egysége biztosította. Két napeleme 2,6 m² felületű, az  újratölthető nikkel-kadmium  (NiCd ) akkumulátor 42 Ah kapacitással rendelkezett. Kapcsolattartást segítette a parabolaantenna, egy körsugárzó, valamint egy spirális  antenna. Egy KDU–414 típusú pályakorrekciós hajtóműegységgel szerelték fel, amely a műhold felső részén kapott helyet. December 8–18. között sikeresen tesztelték az ionhajtóműveket. A hat kis ionhajtómű hosszú időn át biztosította a szonda Naphoz viszonyított orientációját. Egy leszálló egységet is vitt magával, amely a légkört és a felszíni viszonyokat vizsgálta volna. Tömege 890 kg, repülési ideje 232 nap volt.
1964. december 19-én 5,5 millió km-re távolodott a Földtől. Mivel az egyik napelemtábla meghibásodott, a tervezett energiának csak a fele állt rendelkezésre. 1965 májusában egy korrekciós manőver közben megszakadt a rádiókapcsolat. Pályamérési adatok alapján 1965. augusztus 6-án 5,62 kilométer/másodperc sebességgel 1500 km-re közelítette meg a Marsot. Ez volt a második küldetés a Marshoz, melyet a Szovjetunió indított.
Az űrszondába épített tudományos berendezések:
- egytengelyes magnetométer, a bolygóközi mágneses tér mérésére,
- fototelevíziós kamerarendszer, a Mars közelében készítendő felvételek céljából,
- spektroreflektométer, szerves molekulák regisztrálására a Marson,
- ionizációs és szcintillációs detektor a kozmikus sugárzás mérésére,
- a napszél hatásának, a nagyenergiájú elektronok és protonok észlelésére,
- rádiózajmérés,
- spektrográf a lehetséges ózonsávok meghatározására,
- mikrometeorit-detektor.

### Külföldi oldalak
- Zond–2. lib.cas.cz. (Hozzáférés: 2012. december 23.)
- Zond–2. nasa.gov. [2007. november 3-i dátummal az Zond-2 (NSSDC) eredetiből archiválva]. (Hozzáférés: 2012. december 23.)
- Zond–2. spacefacts.de. [2012. október 11-i dátummal az A szovjet Zond program eredetiből archiválva]. (Hozzáférés: 2012. december 23.)

| Elődje: Zond–1 | Zond sorozat 1964–1970 | Utódja: Zond–3 |